# Theridion archeri
Theridion archeri är en spindelart som beskrevs av Claude Lévi 1959. Theridion archeri ingår i släktet Theridion och familjen klotspindlar.
Artens utbredningsområde är Kuba. Inga underarter finns listade i Catalogue of Life.